# Маростикский праздник шахмат
Маростикский праздник шахмат (итал. Marostica Scacchi) — мероприятие, которое проводится один раз в два года в городе Маростике в Италии. Суть праздника заключается в игре «Живыми шахматами». История праздника уходит корнями в 1454 год, когда два молодых человека играли в шахматы за руку девушки по имени Лионора.

## История
В 1554 году в городе Маростике в Италии состоялся необычный шахматный поединок — отпрыски двух знатных семей стали играть в шахматы, на кону была победа и рука девушки Лионоры — дочери губернатора (по другим данным это событие произошло в 1494 году).
Изначально они должны были соревноваться на дуэли на шпагах, но дуэль заменили на шахматный поединок. Правитель пообещал, что выдаст дочь замуж за того, кто выиграет поединок. За тем, как шла эта необычная для того времени дуэль, наблюдало всё население города Маростика. Состязание проходило на одной из городских площадей, Пьяцца-дельи-Скакки (итал. Piazza degli Scacchi), которая расчерчена на манер шахматной доски. Шахматными фигурами стали люди, которые были одеты по соответствию с теми ролями, которые они исполняли. Когда партия была окончена, победитель смог жениться на девушке и получил хорошее приданое.
Вначале сложилась традиция проводить такой турнир один раз в сто лет.
Со временем эта традиция потерпела изменения, но жители города не забыли о ней: раз в два года в сентябре устраивается Маростикский праздник шахмат. Этот праздник театрализованный, его участники надевают исторические костюмы, и начинают участвовать в «живых шахматах» — театрализованном представлении, на огромной шахматной доске, которая размещена у подножия замка, построенного в XIV века.
Этот праздник был реконструирован в 1954 году. В 1950-х годах, специально для его проведения, разрисовали замковую площадь и стали называть ее Шахматной. Сценографию продумал итальянский художник и архитектор Мирко Вучетичем, который в прошлом участвовал в движении итальянских футуристов. Он занялся также проработкой средневековой легенды.
Согласно истории Маростикского праздника шахмат, придуманной Мирко Вучетичем, за руку прекрасной Лионоры состязался Ринальдо Д’Ангарано и Вьери да Валлонара. Отцу Лионоры, Таддео Паризио, стало жалко их и вместо традиционной дуэли он предложил игру в шахматы. Проигравшего ждал свой приз — он мог жениться на младшей сестре Лионоры — Ольдраде. Таддео отдал приказ разрисовать площадь замка как шахматную доску, позвал рыцарей, музыкантов и сделал городской праздник. Партию выиграл Вьери, и Лионора была счастлива, так как была тайно влюблена в него.
Когда праздник начинается, туристы попадают на площадку для наблюдения за турниром. Это происходит в 9 часов вечера. Ведущие вечера пересказывают историю турнира на английском, французском, итальянском и немецком языках.
Когда начинается игра, на доску выезжают всадники — так начинается торжественный парад. Затем появляются барабанщики и музыканты, затем крестьяне и крестьянки, продавцы, которые продают овощи, клоуны и танцоры. Здесь можно увидеть знаменосцев, одетых в средневековые наряды. Главные действующие персонажи — Таддео, его дочь Лионора, служанки и няни, Ринальдо и Вьери также находятся на площади.
Сама шахматная партия также была придумана Мирко Вучетичем и ее играют без каких-либо изменений.

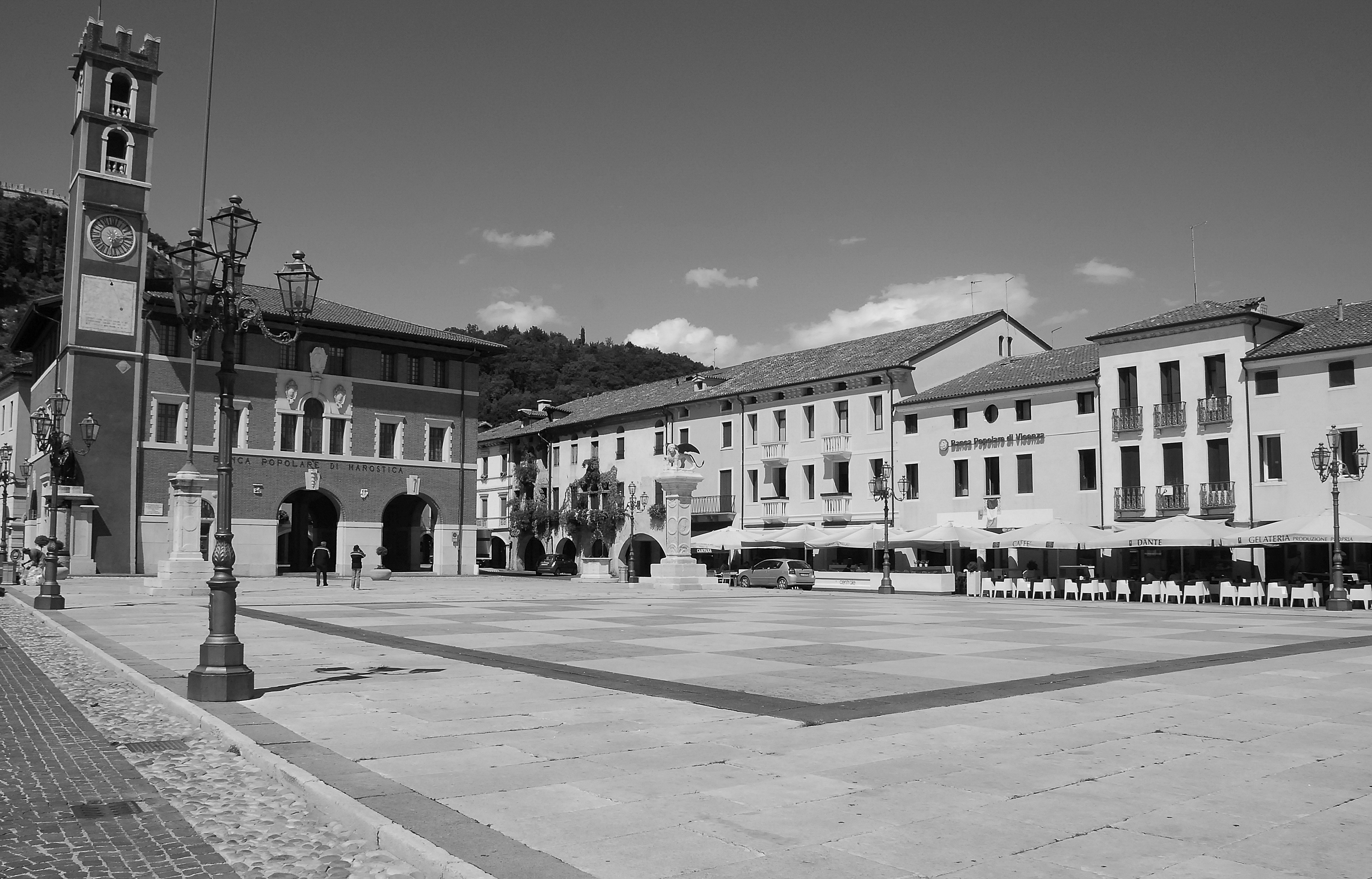
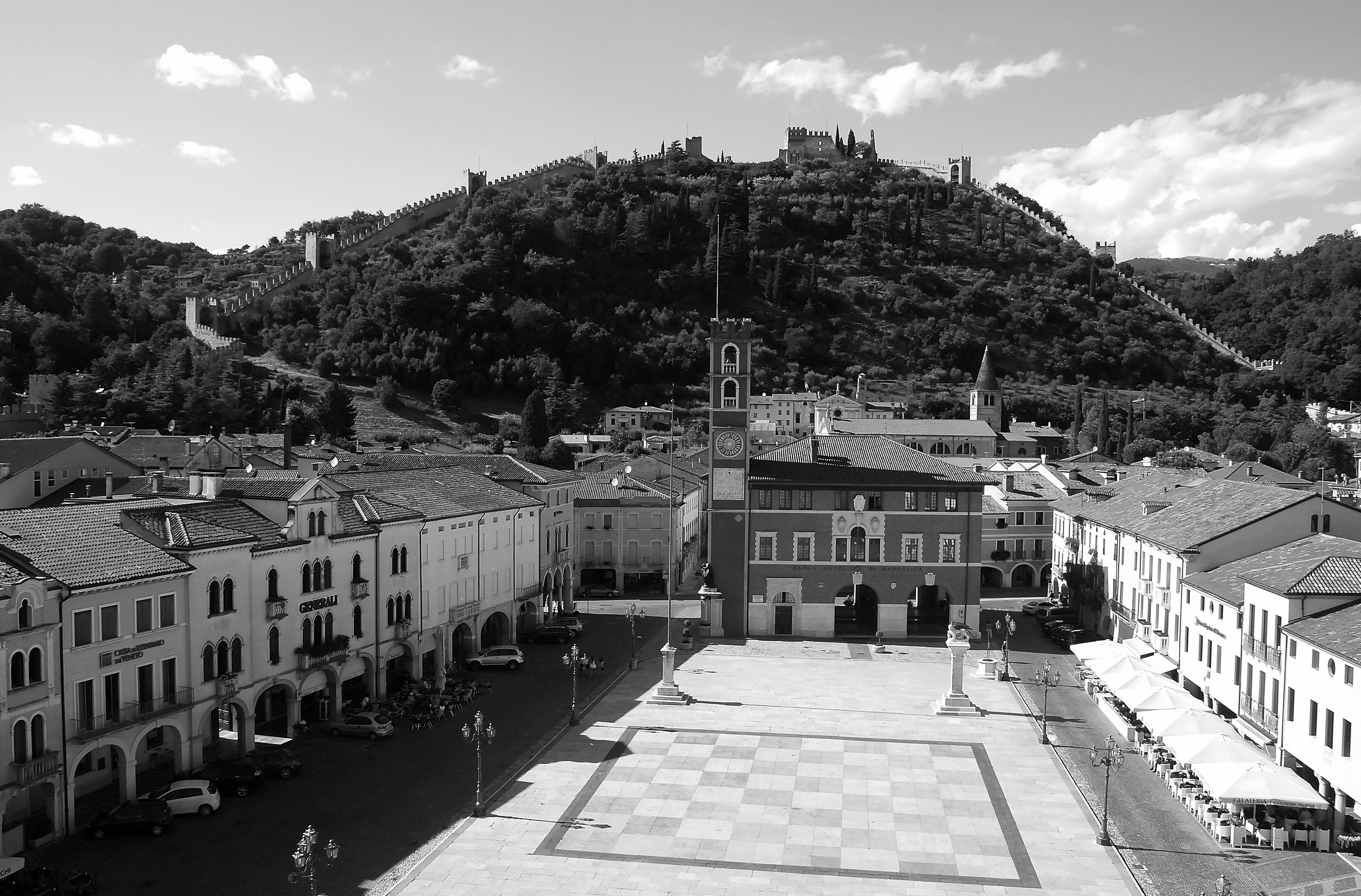
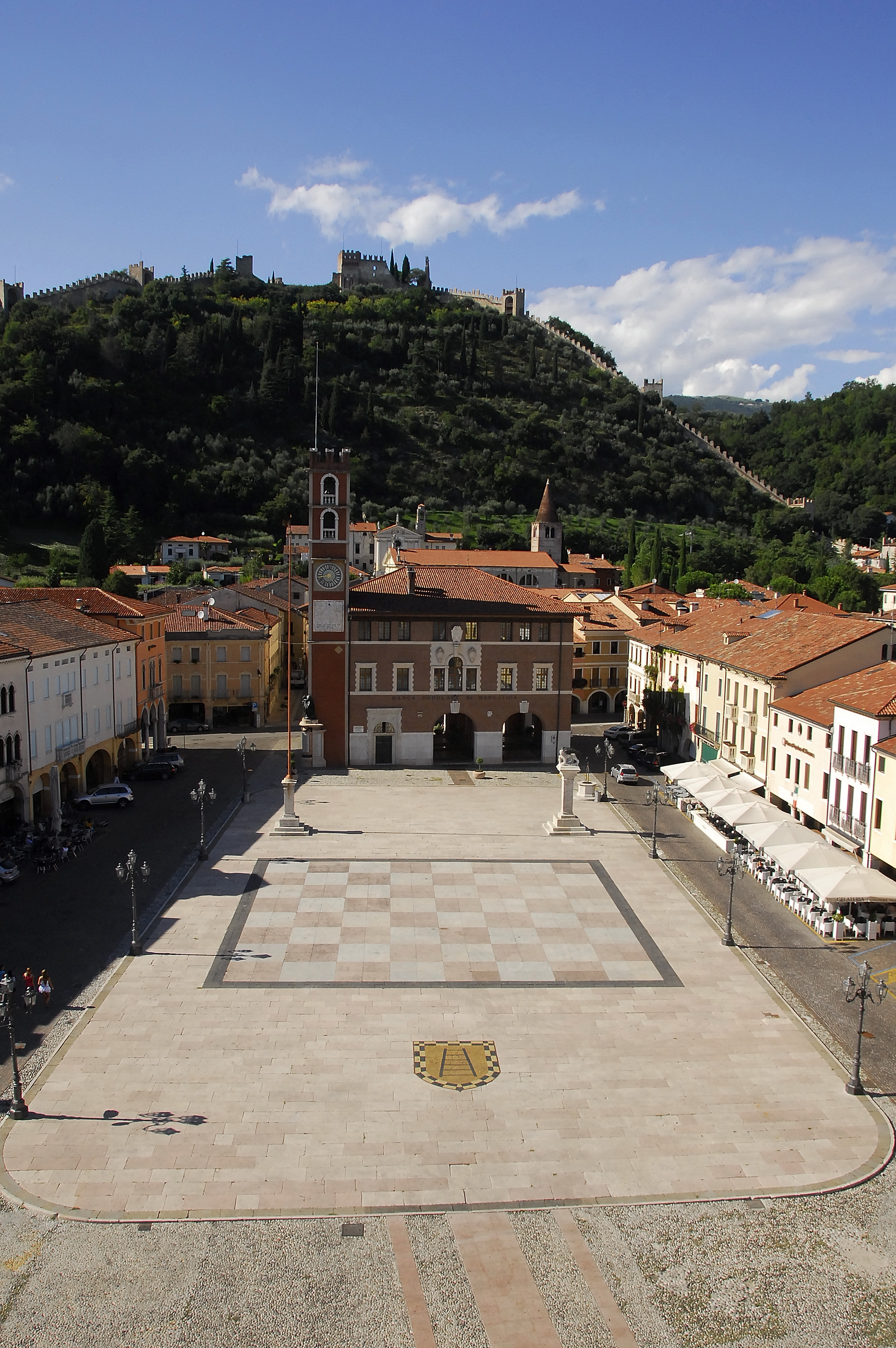
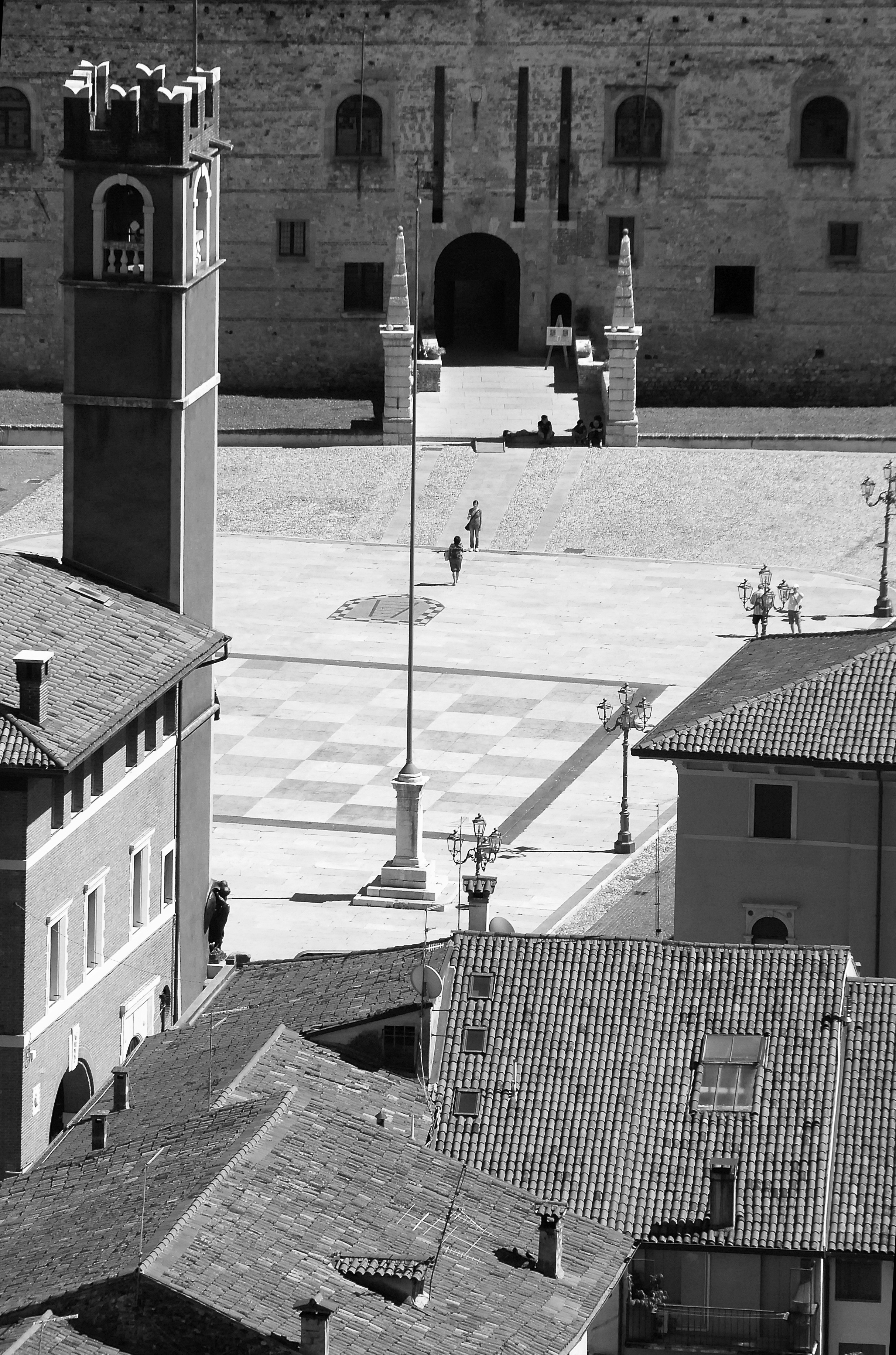
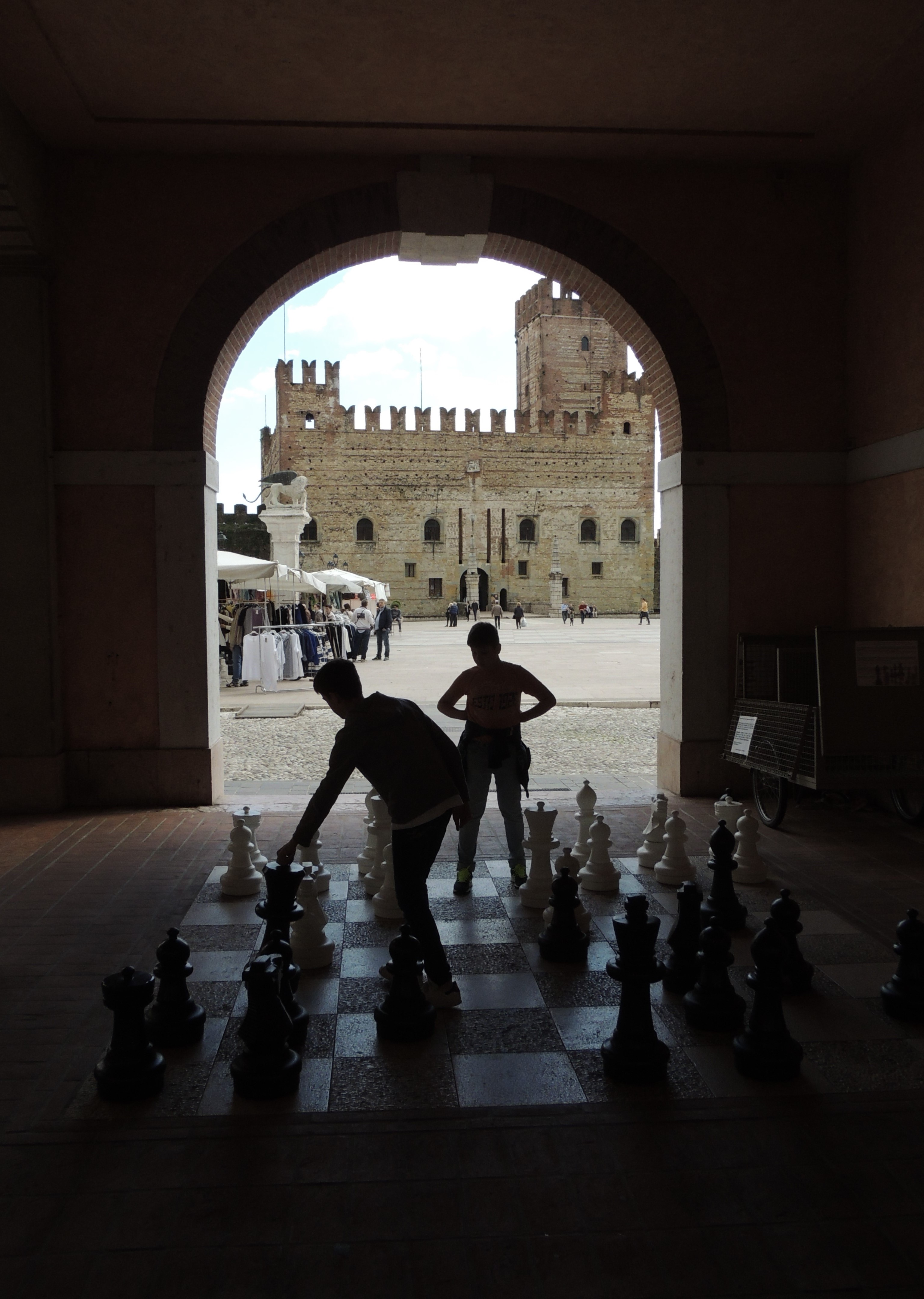
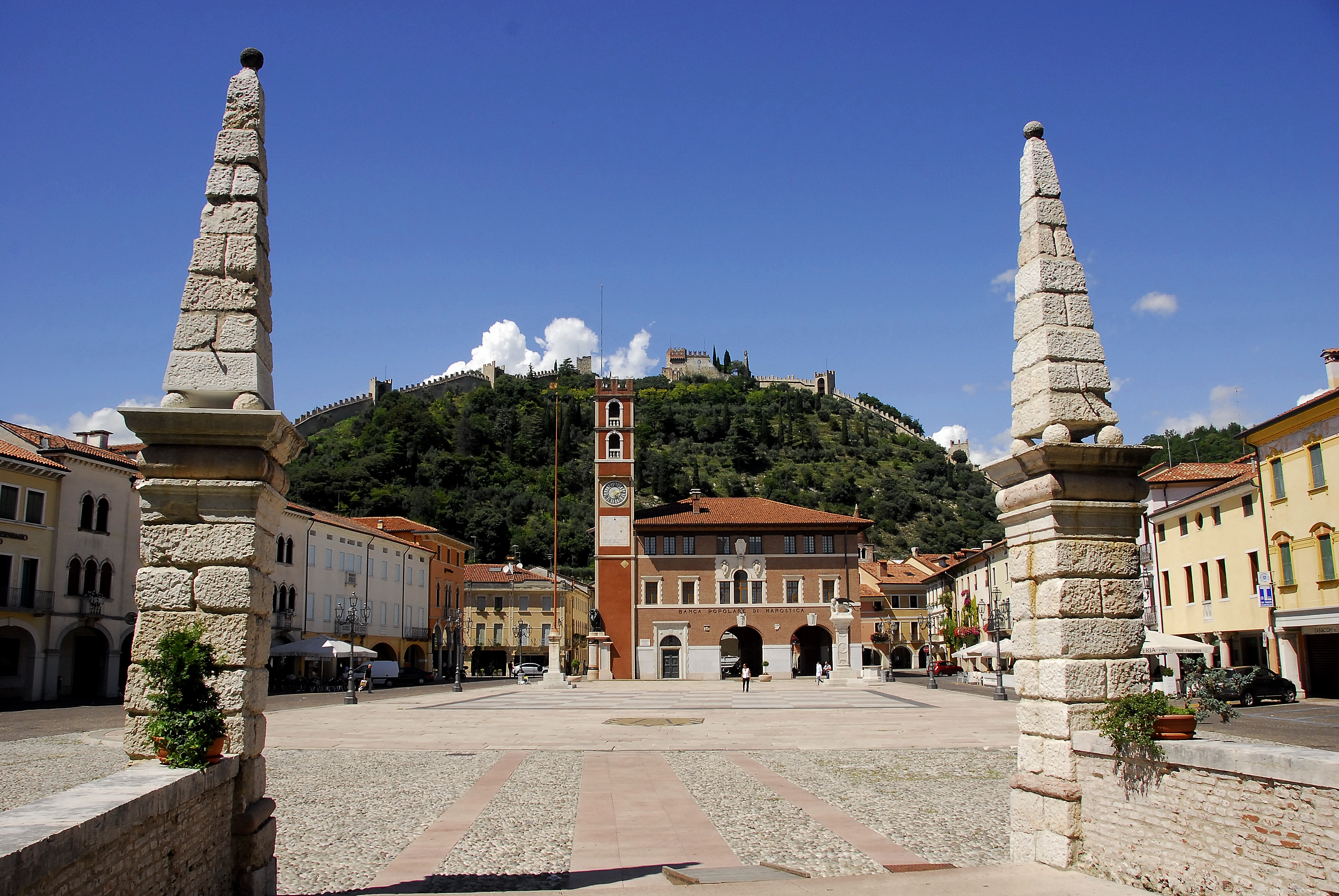